# يوكي هاندا
يوكي هاندا (باليابانية: 半田 優希) (مواليد 10 يناير 1996)، هو لاعب كرة قدم سابق كان يلعب كلاعب وسط.

## وصلات خارجية
- يوكي هاندا على موقع رابطة كرة القدم اليابانية للمحترفين (اليابانية)
- يوكي هاندا على موقع قاعدة بيانات كرة القدم.إي يو (الإنجليزية)
- يوكي هاندا على موقع Soccerway.com (الإنجليزية)
- يوكي هاندا على موقع عالم كرة القدم.نت (الإنجليزية)